# 阳甲
阳甲（？—？），甲骨文中稱彖甲，子姓，名和，商朝第十九位君主，前任君主祖丁之子，後任君主盤庚之兄，定都於奄。《今本竹書紀年》稱陽甲在位時曾西征丹山戎。陽甲時期商朝再度衰落。自中丁時期起，王位繼承開始混亂，引致諸侯不來朝。

## 在位年數
現今流傳文獻記載的陽甲在位年數有3種說法：
- 在位4年，《今本竹書紀年》。
- 在位7年，《冊府元龜》、《資治通鑑前編》、《資治通鑑外紀》、《皇極經世》、《通志》、《文獻通考》均同。
- 在位17年，《太平御覽》卷83引《史記》，《資治通鑑外紀》引《帝王本紀》同。